# Triphalangie

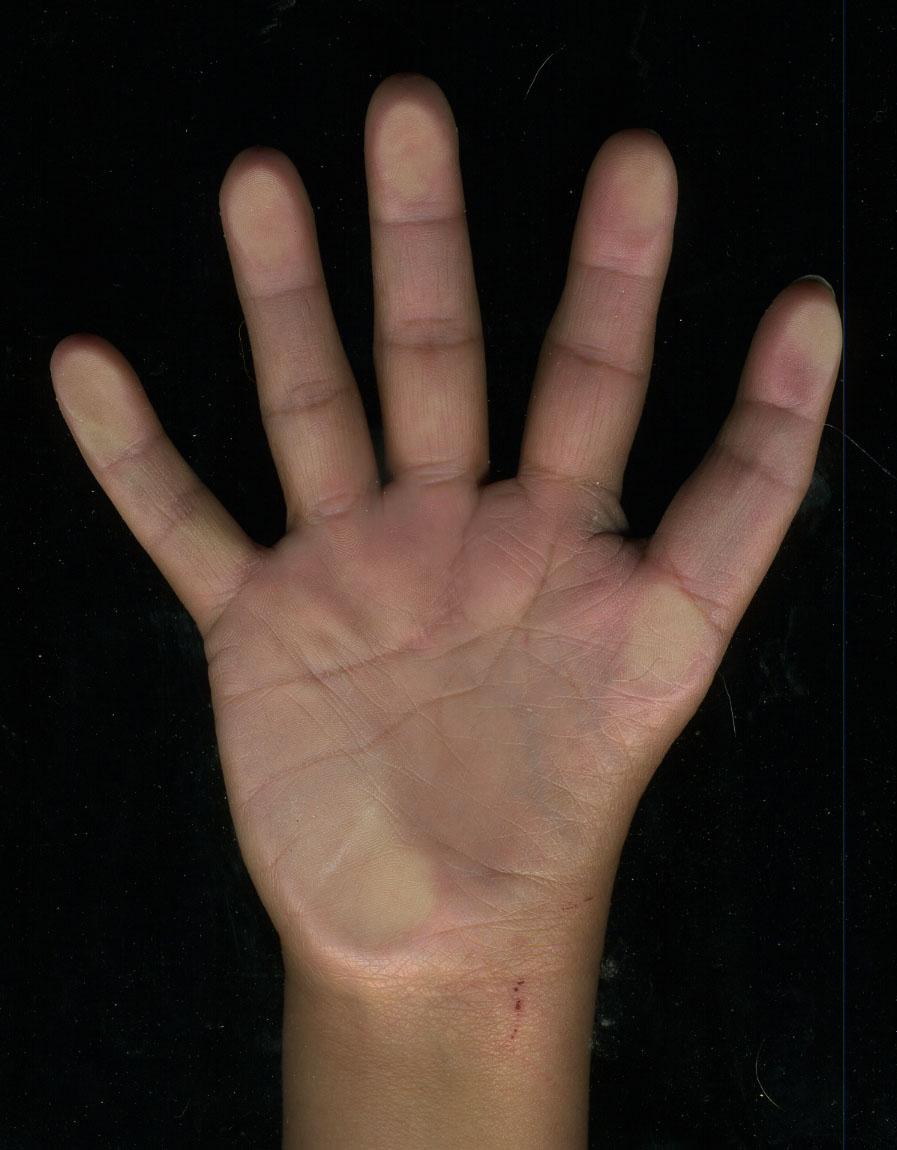
Pouce droit triphalangique avec phalange intermédiaire d'aspect normal à la radio

La triphalangie (du grec treis, « trois », et phalanx, « phalange »), est une malformation congénitale caractérisée par la présence d'une troisième phalange au pouce. La prévalence de cette forme de polydactylie préaxiale est estimée selon les études à un cas pour 25 000 naissances.

## Description
On distingue deux types de triphalangie :
- Le pouce parait normal ou presque, et reste opposable aux autres doigts. La phalange en surnombre est petite et intercalée entre les deux autres. On peut remarquer alors une déviation de la dernière phalange.
- Dans l'autre cas, la phalange intermédiaire est parfois d'apparence normale et ressemble à celle des autres doigts (elle est parfois malformée). Le pouce n'est souvent plus vraiment opposable et peut ressembler à un autre des doigts de la main.

Lorsque ce pouce triphalangique prend l’aspect d’un doigt long on parle de pentadactylie. Le doigt le plus radial est alors dans le même plan que les autres doigts.
La triphalangie n'est pas obligatoirement bilatérale.
La plupart du temps, une triphalangie est accompagnée d'autres anomalies. C'est un des critères de définition dans plusieurs syndromes rares.

## Étiologie
La triphalangie est au carrefour de plusieurs mécanismes tératogènes, de duplication, de fusion et de délétion. La phalange Delta intermédiaire de la triphalangie résulterait de la fusion d'un doigt à trois phalanges avec un pouce à deux phalanges.
Un pouce triphalangique opposable avec une phalange delta radiale résulterait de la duplication-fusion d'un pouce triphalangique radial et d'un pouce à deux phalanges.
Le pouce triphalangique des fentes, en inclinaison radiale au contraire, résulterait de la fusion d'un pouce à deux phalanges avec l'index, qui disparaît dans cette fusion.
Il existe de rares pouces triphalangiques normo-axés opposables résultant sans doute d'une duplication-fusion Wassel VII à deux rayons triphalangiques.
La pentadactylie ou triphalangie non opposable, souvent normo-axée, serait une duplication de l'index-délétion du pouce.

## Traitement
Le traitement varie en fonction de l'âge et de l'atteinte. Il est chirurgical et s'adresse à la triphalangie et la clinodactylie par phalange Delta, à la duplication ou à la délétion du pouce. Il consiste le plus souvent en la résection de la phalange surnuméraire et déplacement pour rétablir l'opposabilité.

## Syndromes associés
La triphalangie se rencontre dans :
- la maladie de Walbaum, qui associe à la triphalangie, retard mental, surdité, absence des phalanges distales des mains et des pieds ;
- le syndrome de Qazi, avec déficit de développement des phalanges distales, visage empâté, retard mental très profond et convulsions.

Les autres syndromes comportant une triphalangie sont :
- le syndrome de Baller Gérold ;
- le syndrome de Yunis et Varon : retard statural, insuffisance de développement des clavicules, anomalies des traits du visage (micrognathie, philtrum anormal), fontanelles et sutures crâniennes élargies, cheveux clairsemés, etc.
- le syndrome d'Aase, proche de celui de Blackfan Diamond ;
- le syndrome de Werner, associant polydactylie et une aplasie du tibia ;
- le syndrome de Holt-Oram, y associant, entre autres, une anomalie du cœur de type communication inter-auriculaire ;
- le syndrome de Townes-Brocks, avec anomalies anales, fusion des tarses, anomalies auriculaires ou surdité (syndrome Anus-main-oreille) ;
- le syndrome main - pied - utérus ;
- le syndrome lacrymo-auriculo-dento-digital.

## Sources
- Encyclopédie Vulgaris Médical : Triphalangie
- Triphalangies du pouce